# Wioślarstwo na Letnich Igrzyskach Olimpijskich 2008 – dwójka podwójna mężczyzn
Dwójka podwójna mężczyzn (M2x) – konkurencja rozgrywana podczas Letnich Igrzysk Olimpijskich 2008 w Pekinie między 9 a 16 sierpnia w Parku Olimpijskim Shunyi.

## Harmonogram konkurencji
Wszystkie godziny w standardowym czasie chińskim (UTC+8)
| Godzina                        | Wydarzenie  | Runda         |
| ------------------------------ | ----------- | ------------- |
| Sobota, 9 sierpnia 2008        | 17:00-17:30 | Eliminacje    |
| Poniedziałek, 11 sierpnia 2008 | 17:20-17:30 | Repasaże      |
| Środa, 13 sierpnia 2008        | 16:30-16:50 | Półfinały A/B |
| Środa, 13 sierpnia 2008        | 17:30-17:40 | Finał C       |
| Piątek, 15 sierpnia 2008       | 17:40-17:50 | Finał B       |
| Sobota, 16 sierpnia 2008       | 17:10-17:20 | Finał A       |

## Medaliści
| Złoto  | Australia · David Crawshay · Scott Brennan          |
| Srebro | Estonia · Tõnu Endrekson · Jüri Jaanson             |
| Brąz   | Wielka Brytania · Matthew Wells · Stephen Rowbotham |

## Wyniki

### Eliminacje
Reugała kwalifikacji: 1-3 → PA/B, 4.. → R

#### Eliminacje 1
| Miejsce | Zawodnik                               | Kraj              | Czas    | Uwagi |
| ------- | -------------------------------------- | ----------------- | ------- | ----- |
| 1       | Rob Waddell Nathan Cohen               | Nowa Zelandia     | 6:24,32 | PA/B  |
| 2       | Dzianis Mihal Stanisłau Szczarbaczenia | Białoruś          | 6:27,18 | PA/B  |
| 3       | Clemens Wenzel Karsten Brodowski       | Niemcy            | 6:29,60 | PA/B  |
| 4       | Bart Poelvoorde Christophe Raes        | Belgia            | 6:31,84 | R     |
| 5       | Wes Piermarini Elliot Hovey            | Stany Zjednoczone | 6:39,37 | R     |

#### Eliminacje 2
| Miejsce | Zawodnik                           | Kraj            | Czas    | Uwagi |
| ------- | ---------------------------------- | --------------- | ------- | ----- |
| 1       | Matthew Wells Stephen Rowbotham    | Wielka Brytania | 6:26,33 | PA/B  |
| 2       | Ante Kušurin Mario Vekić           | Chorwacja       | 6:27,38 | PA/B  |
| 3       | Tõnu Endrekson Jüri Jaanson        | Estonia         | 6:27,95 | P/B   |
| 4       | Aleksandr Korniłow Aleksiej Swirin | Rosja           | 6:44,46 | R     |
| 5       | Haidar Nozad Hussein Jebur         | Irak            | 7:00:46 | R     |

#### Eliminacje 3
| Miejsce | Zawodnik                           | Kraj      | Czas       | Uwagi      |            |
| ------- | ---------------------------------- | --------- | ---------- | ---------- | ---------- |
| 1       | David Crawshay Scott Brennan       | Australia | 6:21,39    | PA/B       |            |
| 2       | Jean-Baptiste Macquet Adrien Hardy | Francja   | 6:21,92    | PA/B       |            |
| 3       | Luka Špik Iztok Čop                | Słowenia  | 6:39,49    | PA/B       |            |
| 4       | Martin Janakiew Iwo Janakiew       | Bułgaria  | 6:45,03    | R          |            |
| 5       | Su Hui Zhang Liang                 | Chiny     | wykluczony | wykluczony | wykluczony |

### Repasaże
Reguła kwalifikacji: 1-3 → PA/B, 4.. → FC
| Miejsce | Zawodnik                           | Kraj              | Czas    | Uwagi |
| ------- | ---------------------------------- | ----------------- | ------- | ----- |
| 1       | Aleksandr Korniłow Aleksiej Swirin | Rosja             | 6:23,52 | PA/B  |
| 2       | Bart Poelvoorde Christophe Raes    | Belgia            | 6:24,01 | PA/B  |
| 3       | Martin Janakiew Iwo Janakiew       | Bułgaria          | 6:24,70 | PA/B  |
| 4       | Wes Piermarini Elliot Hovey        | Stany Zjednoczone | 6:26,05 | FC    |
| 5       | Haidar Nozad Hussein Jebur         | Irak              | 6:52,71 | FC    |

### Półfinały A/B
Reguła kwalifikacji: 1-3 → FA, 4.. → FB

#### Półfinały A/B 1
| Miejsce | Zawodnik                         | Kraj          | Czas    | Uwagi |
| ------- | -------------------------------- | ------------- | ------- | ----- |
| 1       | David Crawshay Scott Brennan     | Australia     | 6:21,50 | FA    |
| 2       | Luka Špik Iztok Čop              | Słowenia      | 6:23,81 | FA    |
| 3       | Rob Waddell Nathan Cohen         | Nowa Zelandia | 6:24,16 | FA    |
| 4       | Ante Kušurin Mario Vekić         | Chorwacja     | 6:24,89 | FB    |
| 5       | Bart Poelvoorde Christophe Raes  | Belgia        | 6:26,91 | FB    |
| 6       | Clemens Wenzel Karsten Brodowski | Niemcy        | 6:28,46 | FB    |

#### Półfinały A/B 2
| Miejsce | Zawodnik                               | Kraj            | Czas    | Uwagi |
| ------- | -------------------------------------- | --------------- | ------- | ----- |
| 1       | Jean-Baptiste Macquet Adrien Hardy     | Francja         | 6:18,86 | FA    |
| 2       | Tõnu Endrekson Jüri Jaanson            | Estonia         | 6:21,11 | FA    |
| 3       | Matthew Wells Stephen Rowbotham        | Wielka Brytania | 6:21,15 | FA    |
| 4       | Martin Janakiew Iwo Janakiew           | Bułgaria        | 6:26,62 | FB    |
| 5       | Aleksandr Korniłow Aleksiej Swirin     | Rosja           | 6:27,75 | FB    |
| 6       | Dzianis Mihal Stanisłau Szczarbaczenia | Białoruś        | 6:32,76 | FB    |

### Finały

#### Finał C
| Miejsce | Zawodnik                    | Kraj              | Czas    | Uwagi |
| ------- | --------------------------- | ----------------- | ------- | ----- |
| 1       | Wes Piermarini Elliot Hovey | Stany Zjednoczone | 6:33,15 |       |
| 2       | Haidar Nozad Hussein Jebur  | Irak              | 6:52,02 |       |

#### Finał B
| Miejsce | Zawodnik                               | Kraj      | Czas             | Uwagi            |
| ------- | -------------------------------------- | --------- | ---------------- | ---------------- |
| 1       | Dzianis Mihal Stanisłau Szczarbaczenia | Białoruś  | 6:34,39          |                  |
| 2       | Bart Poelvoorde Christophe Raes        | Belgia    | 6:35,55          |                  |
| 3       | Clemens Wenzel Karsten Brodowski       | Niemcy    | 6:37,97          |                  |
| 4       | Martin Janakiew Iwo Janakiew           | Bułgaria  | 6:45,91          |                  |
| 5       | Aleksandr Korniłow Aleksiej Swirin     | Rosja     | 6:49,84          |                  |
|         | Ante Kušurin Mario Vekić               | Chorwacja | nie wystartowali | nie wystartowali |

#### Finał A
| Miejsce | Zawodnik                           | Kraj            | Czas    | Uwagi |
| ------- | ---------------------------------- | --------------- | ------- | ----- |
|         | David Crawshay Scott Brennan       | Australia       | 6:27,77 |       |
|         | Tõnu Endrekson Jüri Jaanson        | Estonia         | 6:29,05 |       |
|         | Matthew Wells Stephen Rowbotham    | Wielka Brytania | 6:29,10 |       |
| 4       | Rob Waddell Nathan Cohen           | Nowa Zelandia   | 6:30,79 |       |
| 5       | Jean-Baptiste Macquet Adrien Hardy | Francja         | 6:33,36 |       |
| 6       | Luka Špik Iztok Čop                | Słowenia        | 6:33,96 |       |